# طوني دويل (دراج)
طوني دويل (بالإنجليزية: Tony Doyle) مواليد 19 مايو 1958 في سري، ميدلسكس، إنجلترا، كان دراج إنجليزي سابق في صنف سباق الدراجات على المضمار. سبق أن شارك في دورة الألعاب الأولمبية الصيفية وفاز بميدالية أولمبية. حقق أيضا ميدالية في دورة ألعاب الكومنولث.

## سجل النتائج

### سباقات أو مراحل فاز بها
- طواف فرنسا
- طواف إسبانيا
- طواف إيطاليا

## الميداليات
| الميدالية | المسابقة                       |
| --------- | ------------------------------ |
| ذهبية     | الألعاب الأولمبية الصيفية 1980 |

## روابط خارجية
- طوني دويل على موقع أرشيف الدراجات (الإنجليزية)
- طوني دويل على موقع إحصائيات الدراجات الإحترافية (الإنجليزية)
- طوني دويل على موقع أوليمبيديا (الإنجليزية)
- طوني دويل على موقع اللجنة الأولمبية البريطانية (الإنجليزية)